# Richard Olney
Richard Olney, född 15 september 1837 i Oxford, Massachusetts, död 8 april 1917 i Boston, var en amerikansk demokratisk politiker.
Olney studerade vid Brown University och Harvard Law School. Han inledde sin juristkarriär i Boston 1859 och blev en framgångsrik advokat.
Han var USA:s justitieminister 1893–1895 och utrikesminister 1895–1897 under president Grover Cleveland.
Som utrikesminister bestämde han att USA:s diplomatiska representationer skulle höjas till graden av ambassad, så att USA skulle betraktas som jämlik bland länder av betydelse. Han utvidgade Monroedoktrinen till att gälla medling i sydamerikanska gränsdispyter. Olneys tolkning av doktrinen kallas Olney Interpretation.